# Pteronycta triangulata
Pteronycta triangulata är en fjärilsart som beskrevs av M.Gaede 1939. Pteronycta triangulata ingår i släktet Pteronycta och familjen nattflyn. Inga underarter finns listade.